# Volontaire de la solidarité internationale
Le volontaire de la solidarité internationale ou VSI participe au sein d'une ONG agréée à une action de solidarité internationale : il peut s'agir d'aide au développement ou d'urgence humanitaire. Pour un temps déterminé, ces volontaires mettent leurs compétences au profit d'une population qui en a exprimé le besoin.
Le volontaire de solidarité internationale bénéficie en France d'un statut défini par la loi. Ce statut offre des garanties sur les conditions de préparation et de suivi du volontaire ainsi que sur sa protection sociale.
Le volontariat de solidarité internationale est au cœur de l'engagement des pouvoirs publics en faveur des volontariats internationaux d’échange et de solidarité,.
Le Volontaire de Solidarité Internationale :
- s'engage à temps plein dans une action de solidarité internationale, dans le cadre d'une association agréée de solidarité internationale ;
- reçoit une indemnité (il ne s'agit pas d'un salaire) ;
- bénéficie d'une protection sociale.

## Statut du volontaire de solidarité internationale

### Par le passé
Jusqu'en 1996 et la suspension du service militaire en France, des missions similaires à celles effectuées aujourd'hui par les VSI étaient effectuées par certains coopérants du service national (CSN).
De 1996 à 2005, le volontariat de solidarité a été régi par le décret n°95-94 du 30 janvier 1995 relatif aux volontaires et aux associations de volontariat pour la solidarité internationale. On parlait alors du statut de "volontaire pour la solidarité internationale".
Le volontariat de solidarité internationale existe sous sa forme actuelle depuis 2005.

### Aujourd'hui (depuis 2005)
Le volontaire de solidarité internationale bénéficie en France d'un statut défini notamment par la loi n°2005-159 du 23 février 2005. Ce statut offre des garanties sur les conditions avant, pendant et au retour de la mission de volontariat. Le volontariat de solidarité internationale est au cœur de l'engagement des pouvoirs publics en faveur des volontariats internationaux d’échange et de solidarité,.
Le Volontaire de Solidarité Internationale :
- s'engage à temps plein dans une action de solidarité internationale, dans le cadre d'une association agréée de solidarité internationale ;
- reçoit une indemnité (il ne s'agit pas d'un salaire) ;
- bénéficie d'une protection sociale.

Une organisation doit obligatoirement être agréée par le Ministère des Affaires étrangères avant de pouvoir envoyer des personnes sous le statut de VSI. En février 2012, 24 associations avaient obtenu l'agrément du ministère pour l'envoi de VSI. Les principales associations d'envoi de VSI en 2010 étaient en nombre de volontaires : France Volontaires, la Délégation catholique pour la coopération, Fidesco, la Guilde Européenne du Raid et le Service de Coopération au Développement (SCD). Le nombre total de personnes partant chaque année en volontariat de solidarité internationale est estimé à plus de 2500.
Le contrat de volontariat est signé pour une durée d'un an minimum. Il peut également s'agir d'un contrat tripartite signé non seulement par le volontaire et l'association agréée mais aussi par l'organisme local au sein duquel le volontaire va travailler à un projet de développement.

## Profil du volontaire de solidarité internationale
Les associations agréées pour l'envoi de VSI reçoivent de nombreuses candidatures. Elles sont donc en mesure d'effectuer un tri, et de réaliser un choix parmi l'ensemble des candidats au départ. Ce choix s'effectue sur la base de compétences techniques, mais aussi humaines, voire morales. En effet, le volontaire devra non seulement savoir utiliser ou transmettre un savoir-faire technique, mais aussi apprendre à travailler et à vivre au sein d'une nouvelle culture. De plus, le VSI est envoyé par une association agréée qui est souvent elle-même porteuse de valeurs. Pour un volontariat réussi, il doit alors y avoir une certaine cohérence entre le sens que le volontaire donne à son engagement et les valeurs dans lesquelles l'association d'envoi se reconnait,. Chaque association agréée est responsable, y compris vis-à-vis des autorités de la sélection, du suivi et de la formation des volontaires qu'elle envoie. Certaines actions de formation ou de suivi sont bien sûr parfois réalisées en commun par plusieurs associations.
La majorité des VSI sont de jeunes adultes, sans condition de nationalité, célibataires ou en couple, qui partent après une première expérience professionnelleou, parfois, dès la fin de leurs études. La grande majorité des volontaires ont réalisé des études supérieures. Plus de 80 %, des VSI ont un niveau d’étude égal ou supérieur à Bac +3 et près de 60 % des volontaires sont des femmes.
Chez les jeunes, le volontariat correspond alors souvent à une étape de vie importante. Le départ dans un pays lointain et généralement culturellement très différent oblige le volontaire à se remettre en question. La sociologue Clémence Bosselut présente d'ailleurs le VSI comme "un rite de passage" qui peut aider le jeune volontaire à se construire une identité d’adulte .
Le volontariat de solidarité internationale n'est cependant pas réservé aux jeunes adultes : 10 % des volontaires ont plus de 45 ans.